# Ружица Комар
Ружица Комар (Бољци, код Билеће, 1944) српска је пјесникиња. 

## Биографија
Гимназију завршила у Билећи, а студиј југословенске књижевности и српско-хрватског језика на Филозофском факултету у Сарајеву.
До априла 1992. радила као стручни сарадник у Министарству за информације Владе БиХ, а по избијању рата избјегла је из Сарајева у Билећу, гдје ради као професор српског језика и књижевности у Средњошколском центру.

## Дјела
- Из пепела и снијега, 1972.
- Путник за Хераклеју, 1976.
- Свјетионик, 1982.
- Прољетна соба, 1987.
- Сунчана страна, 1990.
- Камено гнијездо, 1996.
- Матурски плес, 1996.
- Сунчев излазак, 1997.
- Изабране пјесме, 1998.
- Очи моје мајке, 2000.
- Мирис улице, 2001.
- Бајка о једном дану, 2002.
- Обраћање пјесникињи, 2002.
- Тајна врата, 2003.
- Слово камена, избор, 2004.
- Игра океанског пијеска, 2009.